# Dekanat Norwich
Dekanat Norwich – jeden z 7 dekanatów rzymskokatolickich wchodzących w skład diecezji Norwich w Stanach Zjednoczonych. 
Według danych na styczeń 2016 roku, w jego skład wchodziło 14 parafii. 

## Lista parafii
Źródło:
| Lp. | Miejscowość | Parafia                                                 | Proboszcz                                         | Kościół                                                          | Grafika | www                                                                      |
| --- | ----------- | ------------------------------------------------------- | ------------------------------------------------- | ---------------------------------------------------------------- | ------- | ------------------------------------------------------------------------ |
| 1   | Norwich     | Parafia św. Patryka                                     | Monsignor Anthony S. Rosaforte                    | Katedra św. Patryka w Norwich                                    |         | https://web.archive.org/web/20090208002046/http://www.stpatsnorwich.org/ |
| 2   | Quaker Hill | Parafia Matki Bożej Nieustającej Pomocy                 | Rev. Robert F. Buongirno                          | Kościół Matki Bożej Nieustającej Pomocy w Quaker Hill            |         | https://ourladyph.org/                                                   |
| 3   | Oakdale     | Parafia Matki Bożej Jezior                              | Rev. Robert F. Buongirno                          | Kościół Matki Bożej Jezior w Oakdale                             |         | http://www.divinemercyfaithcommunity.org/                                |
| 4   | Norwichtown | Parafia Najświętszego Serca Jezusowego                  | Rev. Brian J. Romanowski, J.C.L. (administrator)  | Kościół Najświętszego Serca Jezusowego w Norwichtown             |         |                                                                          |
| 5   | Taftville   | Parafia Najświętszego Serca Jezusowego                  | Rev. Monsignor Henry N. Archambault, J.C.D., P.A. | Kościół Najświętszego Serca Jezusowego w Taftville               |         |                                                                          |
| 6   | Preston     | Parafia św. Katarzyny Sieneńskiej                       | Very Reverend Ted F. Tumicki, S.T.L., J.C.L, J.V. | Kościół św. Katarzyny Sieneńskiej w Preston                      |         |                                                                          |
| 7   | Montville   | Parafia św. Jana Ewangelisty                            | Rev. Robert F. Buongirno                          | Kościół św. Jana Ewangelisty w Montville                         |         |                                                                          |
| 8   | Occum       | Parafia św. Józefa                                      | Rev. Augustine Naduvilekoot                       | Kościół św. Józefa w Occum                                       |         |                                                                          |
| 9   | Norwich     | Parafia św. Józefa (parafia polska)                     | Monsignor Leszek T. Janik, J.C.L., V.G.           | Kościół św. Józefa w Norwich                                     |         |                                                                          |
| 10  | Norwich     | Parafia Najświętszej Maryi Panny                        | Rev. Gerald S. Kirby                              | Kościół Najświętszej Maryi Panny w Norwich                       |         | http://www.stmarys1845.org/                                              |
| 11  | Baltic      | Parafia Niepokalanego Poczęcia Najświętszej Maryi Panny | Rev. Joseph Tito                                  | Kościół Niepokalanego Poczęcia Najświętszej Maryi Panny w Baltic |         |                                                                          |
| 12  | Jewett City | Parafia Matki Bożej Różańcowej                          | Very Reverend Ted F. Tumicki, S.T.L., J.C.L, J.V. | Kościół Matki Bożej Różańcowej w Jewett City                     |         | https://stmaryjc.weconnect.com/                                          |
| 13  | Voluntown   | Parafia św. Tomasza i św. Anny                          | Very Reverend Ted F. Tumicki, S.T.L., J.C.L, J.V. | Kościół św. Tomasza i św. Anny w Voluntown                       |         | http://www.stthomasvoluntown.org/                                        |
| 14  | Norwich     | Parafia Świętych Apostołów Piotra i Pawła               | Monsignor Leszek T. Janik, J.C.L., V.G.           | Kościół Świętych Apostołów Piotra i Pawła w Norwich              |         | http://www.stthomasvoluntown.org/                                        |